# Línea SE875 (EMT Madrid)
El Servicio Especial (S.E.) codificado como SE875 de la EMT de Madrid unió la estación de Canillas con el recinto ferial de IFEMA, durante la tarde-noche del 7 de junio de 2025, mientras duró el cierre de la estación de Feria de Madrid con motivo de un evento relacionado con la Fórmula 1.

## Características
Esta línea prestó servicio la tarde-noche del 7 de junio de 2025, uniendo entre sí la estación de Canillas y el recinto ferial de IFEMA, mientras duró el cierre de la estación de Feria de Madrid con motivo del Roadshow Madring.
Su dotación fue de nueve autobuses estándar.

## Paradas

### Sentido Fórmula 1
| Código | Ubicación de parada                                                        | Conexión con Metro |
| ------ | -------------------------------------------------------------------------- | ------------------ |
| 4911   | Av. Machupichu con C/ Montalbos                                            | Canillas           |
| 11844  | Glorieta sobre la M-40 entre las avenidas de los Andes y Consejo de Europa |                    |

### Sentido Canillas
| Código | Ubicación de parada                                                        | Conexión con Metro |
| ------ | -------------------------------------------------------------------------- | ------------------ |
| 11844  | Glorieta sobre la M-40 entre las avenidas de los Andes y Consejo de Europa |                    |
| 4912   | Av. Machupichu con C/ Mota del Cuervo (farola 99)                          | Canillas           |